# Rokitka (dopływ Noteci)
Rokitka – rzeka w Polsce, prawobrzeżny dopływ Noteci o długości 50,28 km. Odwadnia południową część Wysoczyzny Krajeńskiej o powierzchni 218,3 km². Jej źródła znajdują się na południe od Jeziora Więcborskiego. Dorzecze Rokitki to obszar typowo rolniczy. Znaczna część rzeki przepływa przez Krajeński Park Krajobrazowy.